# Marketing interne
Le Marketing interne est un marketing centré sur l’organisation interne d’une entité.
Efforts pour donner au personnel d'une entreprise une orientation clients.
Méthodes et techniques marketing (segmentation, communication, politique qualité…) utilisées par une entreprise et ayant pour cible ses salariés.Plusieurs logiques se rencontrent dans le domaine du marketing interne :
1. La politique de « qualité du service interne » : selon cette approche, une amélioration de la qualité du service interne (ambiance de travail, système de récompense, formation…) améliore la satisfaction des employés, laquelle entraîne une plus grande fidélité et productivité du personnel. Les clients, sensibles à ces évolutions (personnel plus stable et plus efficace), risquent à leur tour d’avoir un comportement plus favorable à l’entreprise (hausse des achats, de la fidélité). Cet enchaînement vertueux incite à avoir, comme en marketing externe et avec des outils similaires, une démarche active dans le domaine de la qualité, vis-à-vis du personnel (étude des besoins des salariés, adaptation de l’« offre », enquête de satisfaction…).
2. Le développement de la notoriété interne des produits ou des marques, de l’expertise et de l’appréciation des produits de l’entreprise par le personnel : selon cette approche, les outils marketing (en particulier dans le domaine de la communication) favorisant la connaissance et l’agrément des produits doivent être utilisés en ciblant non seulement les clients mais également le personnel (par des actions généralement spécifiques). Ce dernier sera ainsi plus à même de faire connaître et apprécier les produits de l’entreprise aux clients, au public en général. Cette politique est aussi de nature à améliorer la cohérence interne de l’entreprise, son identité, sa culture (dont les marques et produits ainsi que leur histoire font partie).
3. La création de relations clients-fournisseurs internes : il s’agit ici d’adopter la logique concurrentielle et son efficacité à l’intérieur de l’entreprise. Cette logique née dans les grands groupes industriels (ou une usine peut devenir le fournisseur interne d’une autre du même groupe) a donné naissance à des outils spécifiques de contrôle de gestion : les prix de cessions internes, pouvant être comparés à ceux du marché (et le client interne peut, en principe, choisir son fournisseur en interne ou sur le marché). Cette approche a été fréquemment critiquée car elle entraîne un certain morcellement de la politique de l’entreprise (chaque client dispose d’une large autonomie) qui peut devenir moins cohérente. Remarques : Selon une stricte définition du marketing, le marketing interne est une dénomination abusive car ne s’appliquant pas sur un marché au sens strict du terme. De plus, la frontière entre le marketing interne et la gestion des ressources humaines est souvent difficile à établir.